# Горски Сеновец
Го̀рски Сеновѐц е село в Северна България, община Стражица, област Велико Търново.

## География
Село Горски Сеновец се намира в източната част на Дунавската равнина, около 7 km на северозапад от общинския център град Стражица, 32 km на североизток от областния център град Велико Търново и 23 km на изток-югоизток от град Полски Тръмбеш. През селото минава третокласният Републикански път III-407 – в границите му негова главна улица, който на северозапад през селата Лозен, Виноград, Орловец и Каранци води до Полски Тръмбеш, а на югоизток през Царски извор – до Стражица.
Западно покрай селото тече река Баниски Лом – част от речната система на река Русенски Лом.
В землището на Горски Сеновец на около 1,5 km североизточно от селото има малък местен язовир (микроязовир) с приблизителна площ 2 ha. Климатът е умереноконтинентален, почвите са излужени черноземни.
Населението на село Горски Сеновец, наброявало 1033 души към 1934 г. и 1047 към 1946 г., намалява до 231 към 2018 г.

## История
Към края на XVIII век е построена църквата „Свети Архангел Михаил“. Кредитна кооперация „Трудолюбие“ в Горски Сеновец е основана през 1919 г.
Документи на/за Народно основно училище „Христо Ботев“ – с. Горски Сеновец, Великотърновско от периода 1897 – 1959 г. се съхраняват в Държавния архив – Велико Търново. Училището започва да функционира с училищно настоятелство от 1921 г. Закрито е през 1970 г.
Учреденото на 12 юли 1945 г. Трудово кооперативно земеделско стопанство (ТКЗС) „Пробив“ има през следващите години следните форми на организация:
- ТКЗС „Пробив“ – с. Горски Сеновец, Великотърновско (1945 – 1958);
- ТКЗС „Пробив“ – с. Горски Сеновец при Обединено трудово кооперативно земеделско стопанство (ОТКЗС) „Комуна – с. Камен, Великотърновско (1959 – 1978);
- Производствен участък – с. Горски Сеновец към Аграрно-промишлен комплекс (АПК) „Път към комунизма“ – Стражица (1979 – 1984);
- Комплексна растениевъдно-животновъдна бригада – с. Горски Сеновец към с. Чапаево[8], Великотърновско (1984 – 1987)
- Бригада – с. Горски Сеновец към Колективно земеделско стопанство – с. Камен, Великотърновско (1987 – 1992);
- Земеделска производствена кооперация „Пробив“ – с. Горски Сеновец, Великотърновско (1992 – 1995) (вероятно ликвидирана през 1995 г.)

На 24 март 2010 г. в село Горски Сеновец е основано народно читалище ”Правда”.
В центъра на селото има градинка с паметник и плочи за загиналите във войните и партизанското движение.

## Население
Преброяване на населението през 2011 г.
Численост и дял на етническите групи според преброяването на населението през 2011 г.:
|                     | Численост | Дял (в %) |
| Общо                | 260       | 100,00    |
| Българи             | 176       | 67,69     |
| Турци               | 15        | 5,76      |
| Цигани              | 0         | 0,00      |
| Други               | 0         | 0,00      |
| Не се самоопределят | 34        | 13,07     |
| Неотговорили        | 35        | 13,46     |

## Обществени институции
След поредица от „създаване“ и „закриване“ на кметство Горски Сеновец, към 2019 г. селото е център на кметство.
В село Горски Сеновец към 2019 г. има:
- действащо читалище „Правда 2010 с. Горски Сеновец“;[14][15]
- действаща само на големи религиозни празници православна църква „Свети Архангел Михаил“;[16]
- пощенска станция.[17]

## Личности
В Горски Сеновец е роден Марко Ангелов (поет) с партизанско име „Камен“, на което е наречено съседното село Камен. Според официалната местна история Марко Ангелов е загинал в бой, а според спомени на хора, назоваващи се очевидци, се е самоубил.Също в селото е живял Ангел Косев (артис, актьор и кмет) когато заел своята длъжност бил убит от партизани при смяната на управлението от царство на Народна Република България управлявана от БКП.